# Cabdill front-rogenc
El cabdill front-rogenc (Poecilotriccus latirostris) és un ocell de la família dels tirànids (Tyrannidae).

## Hàbitat i distribució
Habita garrigues, sovint a prop de l'aigua de les terres baixes al sud-est de Colòmbia, est de l'Equador, sud-est del Perú, nord i est de Bolívia i Amazònia, sud del Brasil fins al nord-oest i centre de Pará, Mato Grosso i nord de São Paulo.